# Eucalyptus purpurata
Eucalyptus purpurata är en myrtenväxtart som beskrevs av Nicolle. Eucalyptus purpurata ingår i släktet Eucalyptus och familjen myrtenväxter. Inga underarter finns listade i Catalogue of Life.